# Hubert Masse
Pour les articles homonymes, voir Masse (homonymie).
Hubert Masse, né le 18 décembre 1963, est un artisan chocolatier français.

## Biographie

### Jeunesse
Fils de restaurateur, il a l'occasion de voyager très jeune en famille. Il séjourne notamment au Brésil ou au Guatemala de ses 13 à ses 18 ans et estime avoir découvert sa passion pour le métier de chocolatier à ce moment-là,. Par la suite, dans le cadre de sa formation, il sera notamment amené à se rendre en Angleterre (et en particulier à Londres). 

### Apprentissage
À la suite de son premier stage de découverte au Guatemala, Hubert Masse acquiert l'année de ses 18 ans un CAP chocolatier-confiseur de l'École des Métiers de la Table de Levallois-Perret. 
Il poursuit sa formation en fréquentant diverses maisons dans le cadre de stages d'apprentissage ou de formation : d'abord à la chocolaterie des Lions au Pré-Saint-Gervais, située dans le département français de la Seine-Saint-Denis ; à La Maison du Chocolat à Paris puis au palace Le Bristol avant de partir pour Londres chez les frères Roux. 
L'artisan ne manque pas de rappeler dès qu'il en a l'occasion l'influence qu'ont pu avoir ses pairs sur lui. Dans une interview accordée à la MAPA, le chocolatier aurait notamment déclaré : « le CAP s'acquiert en un an ; l’expérience s’acquiert au fil des rencontres… ». 

### Le Cacaotier

#### Création
On peut[Qui ?] faire remonter la création de l'entreprise d'Hubert Masse à 1991 avec une première boutique ouverte dans la ville de Perth, en Australie, bien que celle-ci ne porte pas encore le nom de la franchise actuelle. Il faut attendre 1995 et le retour en France des époux Masse pour que la première boutique Le Cacaotier ouvre à Enghien-les-Bains, commune du Val-d'Oise. La production comme la vente de chocolat étaient alors assurées exclusivement sur place. Cela dure jusqu'en 2005 où a lieu l'ouverture d'un atelier de plus grande envergure dans le département de la Seine-Maritime à Saint-Pierre-lès-Elbeuf.

#### Lieux d'implantation
Les points de vente d'Hubert Masse sont essentiellement répartis entre la région parisienne et la Normandie, où l'on compte respectivement 5 et 3 boutiques. Elles sont respectivement situées dans les villes d'Enghien-les-Bains, Bois-Colombes, Paris (6e, 7e et 17e arrondissement), Rouen, Honfleur et Saint-Pierre-lès-Elbeuf.  
Ses chocolats sont également distribués dans quelques magasins dits « de luxe » au Japon. 

#### Démarche et méthodes de production
Hubert Masse fait partie des artisans français qui contrôlent le processus de production de leur chocolat en fabriquant la matière première directement à partir de fèves de cacao importées, selon la méthode désignée par l'anglicisme bean-to-bar,,. Pour cela, le chocolatier opère sa sélection parmi les plantations qualifiées de « grands crus », par analogie avec les termes utilisés dans le milieu viticole (bien que l'appellation ne soit pas déposée pour le chocolat à ce jour),. La provenance des fèves varie donc entre le Vénézuela, l'Équateur, le Mexique, le Cameroun ou encore la Tanzanie, parmi d'autres terroirs.  
Les différentes étapes et l'assemblage avec les autres ingrédients a ensuite lieu en France. L'origine des autres produits est également très variée puisque l'on compte des importations depuis certaines régions d'Espagne pour les amandes, d'Italie pour les marrons de Turin et les noisettes du Piémont, de Madagascar pour la vanille ou la citronnelle ou encore du Népal pour le poivre du Timut. 

#### Clientèle
En plus des particuliers, Hubert Masse compte parmi sa clientèle des restaurants et établissements étoilés comme le Ritz, le George V ou le Pavillon Ledoyen,. 

## Distinctions
Hubert Masse décroche sa première distinction en 2008 en remportant le Prix du chocolat artisanal de la ville de Paris. Cela acte le début d'une reconnaissance qui ne cessera de s'accroître puisque par la suite, il décroche les titres de Meilleur chocolatier de France à quatre reprises en 2008, 2011, 2012 et 2013 aux côtés de onze autres de ses collègues et celui d'Incontournable du chocolat français cinq fois d'affilée, entre 2014 et 2018.
L'année 2017 marque une double consécration pour le chocolatier puisqu'il obtient en parallèle la Médaille d'argent de l'excellence artisanale de la Chambre des Métiers et de l'Artisanat du Val-d'Oise.
Il fait également partie du Club des Croqueurs de Chocolat depuis 2008 et est régulièrement nommé au Salon du chocolat,.